# Arnaud Labbe
Arnaud Labbe, né le 3 novembre 1976 à Creil, est un coureur cycliste français. Professionnel pendant neuf ans de 2005 à 2013, c'est un spécialiste du cyclo-cross qui court aussi sur route.

## Carrière
Arnaud Labbe est un spécialiste du cyclo-cross tout en participant à des courses sur route.
Arnaud Labbe commence sa carrière pro en 2005 dans l'équipe Auber 93. Il gagne cette année-là une étape du Tour de la Manche et se classe troisième de l'Étoile de Bessèges.
En 2006, il rejoint la formation Bouygues Telecom.
Il redevient amateur en 2010, en rejoignant l'équipe du GSC Blagnac. Il repasse professionnel début mai 2010 au sein de l'équipe continentale professionnelle Cofidis pour pallier l'absence de plusieurs coureurs de cette équipe. Pour son retour, il s'échappe à l'occasion de son premier jour de course durant 110 kilomètres lors de la première étape des Quatre Jours de Dunkerque.
En fin d'année 2013, Cofidis ne renouvelle pas son contrat.
Il court donc de nouveau chez les amateurs en 2014 sous les couleurs du CC Périgueux Dordogne et gagne la Vienne Classic, manche de la Coupe de France DN3. Il remporte également le classement général du Week-end béarnais au mois d'avril ainsi que les 100 tours des boulevards à Périgueux en août, épreuve organisée en nocturne par son club
En 2015, il gagne aux mois de juin et juillet le championnat d'Aquitaine sur route devant Mickaël Larpe, le Prix de la Saint-Jean à La Couronne, le Grand Prix de Baignes et les 100 tours des boulevards pour la deuxième année consécutive.

## Palmarès en cyclo-cross
- 2002-2003
  - 3e du championnat de France de cyclo-cross
  - 10e du championnat du monde de cyclo-cross
- 2003-2004
  - 2e du championnat de France de cyclo-cross
  - Challenge de la France Cycliste 3, Liévin
- 2004-2005
  - Cyclo-cross d'Igorre
  - 3e du championnat de France de cyclo-cross
- 2007-2008
  - 3e du championnat de France de cyclo-cross
- 2009-2010
  - Ispasterko Udala Sari Nagusia, Ispaster

## Palmarès sur route

### Par années
| - 2000 - Circuit des Lacs - 1re étape de la Flèche Charente Limousine - 2e du Circuit des Vins du Blayais - 2001 - Grand Prix des Fêtes de Cénac-et-Saint-Julien - Circuit des Vins du Blayais - 2e du Tour de la Charente Limousine - 2002 - 2e du championnat du Poitou-Charentes - 3e du Grand Prix des Fêtes de Coux-et-Bigaroque - 3e du Grand Prix de Montamisé - 2003 - Grand Prix des Flandres françaises - Grand Prix de Montamisé - Souvenir Claude-Magni - 3ea étape du Tour des Deux-Sèvres (contre-la-montre) - 2e du Tour du Lot-et-Garonne - 2e de Bayonne-Pampelune - 2e du Tour de la Dordogne - 3e du Grand Prix de Pujols - 2004 - Essor breton : - Classement général - 3e étape (contre-la-montre par équipes) - 2e étape du Tour de la Haute-Charente - Pampelune-Bayonne - 2e étape du Tour des Landes (contre-la-montre) - 2e du Grand Prix de Lignac - 3e du Grand Prix des Fêtes de Coux-et-Bigaroque - 3e du Grand Prix de Montamisé - 3e du Tour de la Haute-Charente | - 2005 - 3e étape du Tour de la Manche - 2e du Tour de la Manche - 3e de l'Étoile de Bessèges - 2010 - 3e de l'Étape du Tour - 2014 - Vienne Classic - Week-end béarnais - 100 tours des Boulevards à Périgueux - 2015 - Champion d'Aquitaine - Prix de la Saint-Jean à La Couronne - 100 Tours des Boulevards à Périgueux - Grand Prix de Baignes - 3e des Boucles Nationales du Printemps |  |

### Résultats sur les grands tours

#### Tour d'Italie
2 participations
- 2006 : 116e
- 2007 : abandon (10e étape)

#### Tour d'Espagne
2 participations
- 2008 : 108e
- 2010 : 154e

### Classements mondiaux
| Année           | 2005 | 2006 | 2007 | 2008 | 2009 | 2010 | 2011  |
| --------------- | ---- | ---- | ---- | ---- | ---- | ---- | ----- |
| UCI Europe Tour | 262e |      |      |      |      |      | 1222e |